# Maria av Jülich-Berg
Maria av Jülich-Berg, född 1491, död 1543, var en tysk furstinna och arvtagare. Hon var hertiginna av Jülich-Berg, Kleve och grevinna av Mark och Ravensberg som gift med Johan III av Kleve.
Maria var arvtagare till hertigdömena Jülich, Berg och grevskapet Ravensberg efter sin far, men på grund av hennes kön överläts istället hennes arv på hennes make, och hon fick dessa titlar som gift med honom. Hon blev hertiginna av Kleve och grevinna av Mark som gift med Johan III av Kleve och Mark.

## Biografi
Maria av Jülich-Berg var det enda barnet till hertig Wilhelm IV av Jülich-Berg, greve av Ravensberg, och Sibylle av Brandenburg. Maria är känd som storarvtagare, då hon som enda barn skulle ärva hertigdömena Berg-Jülich och grevedömet Ravensberg av sin far.
År 1496 trolovades hon med den senare hertig Johan III av Kleve. Äktenskapet arrangerades av parets respektive fäder, och planen var att de territorier som Maria skulle ärva efter sin far skulle förenas med de områden Johan skulle ärva efter sin far, det vill säga hertigdömet Kleve och grevedömet Mark. Vigseln ägde rum år 1509.
År 1511 avled hennes far, och Jülich-Berg-Ravensberg tillföll Maria. På grund av sitt kön ansågs hon inte kunna styra över dem själv och de tillföll därför hennes make jure uxoris. Eftersom paret föredrog att bo i Kleve, utnämnde de Marias mor Sibylle att regera över Jülich-Berg-Ravensberg som guvernör.
År 1521 avled Marias svärfar. Hennes make ärvde Kleve och Mark av sin far, vilket innebar att han kunde förena dem med de områden han redan ärvt av sin svärfar och skapa det tredubbla hertigdömet Jülich-Kleve-Berg. Hon blev änka 1539 och såg sin son tillträda alla de fem staterna.
Maria av Jülich-Berg beskrivs som en strikt katolik, och gav sina döttrar en sträng uppfostran som uteslutande fokuserade på hushållskunskaper. Inflytandet från denna uppfostran beskrivs som betydelsefull för hennes dotter Anna, som framstod som olämplig som Englands drottning då hon inte hade fått lära sig några av de underhållande sällskapstalanger eller högre bildning som hade gjort henne framgångsrik i den rollen, och till och med ska ha uppfostrats så strängt att hon saknade kunskap om hur ett samlag gick till, något som under denna tid var ovanligt. Maria beskrivs som en strikt mor som särskilt omhuldade Anna och ska ha varit tveksam till dennas giftermål med Henrik VIII av England som arrangerades 1539–1540.

## Barn
1. Sibylla av Kleve
2. Vilhelm V av Kleve
3. Anna av Kleve
4. Amalia av Kleve